# Eulithidium tessellatum
Eulithidium tessellatum là một loài ốc biển, là động vật thân mềm chân bụng sống ở biển thuộc họ Phasianellidae.

## Miêu tả
Loài này có kích thước giữa 3 mm and 6 mm

## Phân bố
Chúng phân bố ở Vịnh Mexico và Biển Caribe cũng như Tiểu Antilles

## Hình ảnh

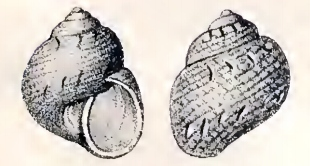